# Feszített út

Négy hosszúságú feszített út egy kockában. A snake-in-the-box („kígyó a dobozban”) probléma a hiperkockagráfok leghosszabb feszített útjaival foglalkozik

A matematika, azon belül a gráfelmélet területén egy G irányítatlan gráfban egy feszített út (induced path) olyan út, mely G-nek feszített részgráfja. Tehát G-beli csúcsok sorozata, melynek egymást követő csúcsai G-ben éllel vannak összekötve, egymást nem követő csúcsai viszont nincsenek G-ben éllel összekötve. A feszített utat angol nyelvterületen néha kígyónak, snake-nek is nevezik, a hiperkockagráfban hosszú feszített utak keresésének problémáját ezért snake-in-the-box problémának hívják.
Hasonlóan a feszített kör (induced cycle) olyan kör, ami G feszített részgráfja; a feszített köröket húrmentes körnek (chordless cycles) vagy (ha a kör legalább 4 hosszúságú) lyuknak (hole) nevezik. Egy antilyuk (antihole) a G komplementerében lévő lyuk, tehát az antilyuk a lyuk komplementere.
Egy gráf leghosszabb feszített útjának hosszát néha detour-számnak (detour number, kb. „kerülőút-szám” vagy „kitérőút-szám”) is nevezik; ritka gráfokon a korlátos detour-szám a korlátos famélységgel ekvivalens. Egy G gráf feszítettút-száma (induced path number) az a legkevesebb partíció, amibe G csúcsai szétoszthatók úgy, hogy mindegyik partícióban egy-egy feszített út legyen, a szorosan kapcsolódó útfedési szám (path cover number) pedig a G összes csúcsát tartalmazó feszített utak minimális száma. Egy gráf girthparamétere (derékbősége) a legrövidebb körének hossza, ez a kör viszont mindenképpen feszített kör, hiszen bármely rajta lévő húr segítségével egy rövidebb kört lehetne előállítani. Hasonló okból egy gráf páratlan, illetve páros bősége egyben a gráf legkisebb páratlan, illetve páros feszített köre.

## Példa
Az ábrán egy kocka látható, vagyis egy 8 csúcs és 12 él alkotta gráf, benne egy 4 hosszúságú feszített úttal. Egyszerű esetvizsgálattal belátható, hogy ennél hosszabb feszített út nincs a kockában, annak ellenére, hogy 6 hosszúságú feszített kör viszont van. A leghosszabb feszített út vagy feszített kör megkeresését egy hiperkockában, azaz a snake-in-the-box problémát elsőként (Kautz 1958) vetette fel, azóta széles körben tanulmányozták kódoláselméleti és mérnöki alkalmazásai miatt.

## Gráfcsaládok jellemzése
Számos fontos gráfcsalád jellemezhető a család gráfjainak feszített útjai vagy feszített körei alapján.
- Trivális, hogy az összefüggő gráfok közül a 2 él hosszúságú feszített úttal nem rendelkezők éppen a teljes gráfok, a feszített körrel nem rendelkezők pedig a fák.
- A háromszögmentes gráfok azok a gráfok, melyek nem tartalmaznak 3 él hosszúságú feszített kört.
- A kográfok azok a gráfok, melyek nem tartalmaznak 3 él hosszúságú feszített utat.
- A merev körű gráfok azok a gráfok, melyek nem tartalmaznak 4 vagy nagyobb hosszú feszített kört.
- A pároskör-mentes gráfok azok a gráfok, melyek nem tartalmaznak páros számú csúcsból álló feszített kört.
- A triviálisan perfekt gráfok azok a gráfok, melyek nem tartalmaznak se 3 él hosszú feszített utat, se 4 hosszú feszített kört.
- Az erős perfektgráf-tétel értelmében a perfekt gráfok azok a gráfok, melyek nem tartalmaznak se páratlan lyukat, se páratlan antilyukat.
- A távolság-örökletes gráfok azok a gráfok, melyekben minden feszített út legrövidebb út, és így két csúcs között minden feszített út azonos hosszúságú.
- A blokkgráfok azok a gráfok, melyek bármely két csúcsa között legfeljebb egy feszített út van, az összefüggő blokkgráfok esetében pedig pontosan egy.

## Algoritmusok és számítási bonyolultság
NP-teljes feladat annak eldöntése, hogy adott G gráf k paraméterre vajon tartalmaz-e legalább k hosszúságú feszített utat. (Garey & Johnson 1979) ezt az eredményt Mihalis Yannakakisszal való publikálatlan kommunikációjának tulajdonítja. A probléma azonban bizonyos gráfcsaládokon polinom időben megoldható, ilyenek az aszteroidszerű hármas-mentes gráfok (AT-free) és a nagy lyukakat nem tartalmazó gráfok.
Szintén NP-teljes annak meghatározása, hogy egy gráf csúcsai feloszthatók-e két feszített útba vagy két feszített körbe. Ennek következményeként a feszítettút-szám meghatározása NP-nehéz.
A leghosszabb feszített út vagy feszített kör megkeresésének bonyolultsága összekapcsolható a legnagyobb független csúcshalmaz keresésének problémájával, a Berman és Schnitger által alkalmazott redukcióval. Ez alapján és (Håstad 1996) a független csúcshalmazok approximálhatóságára vonatkozó negatív eredménye miatt, ha nem igaz, hogy NP=ZPP, akkor nem létezik a leghosszabb feszített utat vagy feszített kört approximáló polinom idejű algoritmus, ami O(n1/2-ε) faktorral közelíti meg az optimális megoldást.
Az n csúccsal és m éllel rendelkező gráfban a lyukakat (és antilyukakat, ha nincs a gráfban 5 hosszúságú húrmentes kör) (n+m2) időben lehet detektálni.

## Atomi körök
Az atomi körök (atomic cycles) a húrmentes körök általánosításai, melyek nem tartalmaznak n-húrokat. Adott körre egy n-húr a kör két pontját összekötő, n hosszúságú út, ahol n kisebb mint ezt a két pontot a körön belül összekötő legrövidebb út. Ha egy kör nem rendelkezik n-húrral, atomi körnek nevezzük, mivel nem lehet kisebb körökre felbontani.
Egy gráf atomi köreit legrosszabb esetben O(m2) időben meg lehet keresni, ahol m a gráf éleinek száma.

## Fordítás
- Ez a szócikk részben vagy egészben az Induced path című angol Wikipédia-szócikk ezen változatának fordításán alapul.  Az eredeti cikk szerkesztőit annak laptörténete sorolja fel. Ez a jelzés csupán a megfogalmazás eredetét és a szerzői jogokat jelzi, nem szolgál a cikkben szereplő információk forrásmegjelöléseként.